# Hypolepis poeppigii
Hypolepis poeppigii là một loài thực vật có mạch trong họ Dennstaedtiaceae. Loài này được (Kunze) Mett. ex Maxon miêu tả khoa học đầu tiên năm 1941.